# Alain Blondel (galeriste)
Pour les articles homonymes, voir Blondel et Alain Blondel (homonymie).
Alain Blondel, né en 1939, est un galeriste et marchand d'art français spécialisé dans l'Art déco puis l’art contemporain.

## Biographie
Il commence en 1959 des études d'architecture à l'École des beaux-arts de Paris qui l'amènent à découvrir l'œuvre oubliée de l'architecte de l'Art nouveau parisien Hector Guimard. En 1964, il co-réalise un film de court-métrage sur cet architecte, Hectorologie, qui obtient, l'année suivante, le Lion d'or de la Mostra de Venise dans la catégorie des documentaires sur l'art. 

### Galerie du Luxembourg
En 1967, avec sa sœur Françoise, son ami Yves Plantin qui épousera celle-ci, et sa future femme Michèle Rocaglia, il ouvre rue des Quatre-Vents à Paris une galerie spécialisée dans les tableaux, tapis d'artistes et meubles de la période 1900-1925. En 1968, la galerie déménage rue de Tournon dans un local partagé avec Alain Lesieutre, prend le nom de "galerie du Luxembourg" en raison de sa proximité avec le Sénat, puis s'installe en 1970 ou 1971 au 98, rue Saint-Denis, dans une ancienne murisserie de bananes .
Continuant d'explorer les courants artistiques, à l'époque méprisés, de l'art nouveau et de l'Art déco, il prend contact avec les meilleurs représentants survivants de ces mouvements. La galerie produit de nombreuses rétrospectives de peintres et de décorateurs des années 1920 et 1930 qui constitueront autant de découvertes : Tamara de Lempicka en 1972, Burne-Jones et l'influence des Préraphaélites en 1972, Bernard Boutet de Monvel, le sculpteur Rupert Carabin en 1974, le laqueur Jean Dunand en 1975, les peintres néo-classiques des années 1930, en 1976. 
Certaines de ces œuvres ont enrichi de prestigieuses collections, comme celles du musée d’Orsay et du Metropolitan Museum of Art à New York.
En 1970, il participe à l'élaboration de la première rétrospective Guimard au Musée d'art moderne de New York, qui sera ensuite reprise au Musée des arts décoratifs de Paris.
A Côté des rétrospectives de peintres oubliés, la galerie du Luxembourg s’ouvre à la création contemporaine en montrant de jeunes artistes comme Christian Babou, Antony Donaldson, Jürg Kreienbühl, Christian Renonciat, Guy de Rougemont…

### Galerie Alain Blondel
Après la disparition de la galerie du Luxembourg en 1978, il ouvre avec sa femme Michèle une galerie sous son nom au 4, rue Aubry le Boucher, près du Centre Georges Pompidou. La galerie Alain Blondel continue à organiser d’importantes rétrospectives (Jean Dupas en 1980, Pierre Marcel-Béronneau en 1981, Mayo en 1985, Hector Guimard en 1992 et Federico Beltrán Masses en 2012) mais se spécialise dans la promotion d’un art contemporain figuratif.
À partir des années 1980, la galerie commence une collaboration durable avec ses artistes qu’elle soutient en participant à de nombreuses foires d’art contemporain et en publiant des catalogues d’exposition.
En 1999, Alain Blondel publie le catalogue raisonné de l’œuvre de Tamara de Lempicka (éditions Acatos, Lausanne). Depuis cette date, il a apporté son aide à la réalisation de plusieurs rétrospectives de cette artiste (Royal Academy of Arts à Londres en 2004, Palazzo Reale à Milan en 2006, Museo de Bellas Artes à Mexico en 2009, Bunkamura Museum of Art à Tokyo en 2010...).
En 2004, la galerie Alain Blondel quitte ses locaux près du centre Pompidou pour s’installer dans le quartier du marais. En fin d’année 2014 avant de prendre leur retraite, Alain et Michèle Blondel organisent leur dernière exposition, Jürg Kreienbühl - Le Muséum d'histoire naturelle, un des premiers peintres contemporains qu’ils ont soutenu dès les années 1970. 
Jean-Marie Oger – son ancien collaborateur pendant une dizaine d’années - continue de représenter certains artistes de la galerie depuis 2015.

### Artistes représentés par la galerie Alain Blondel
- Angélique
- Michael Bastow
- Sergio Ceccotti
- Marie Antoinette Chalus
- Monique de Roux
- Raymond Daussy
- Paul Day
- Richard Harper
- Léo Heinquet
- Jürg Kreienbühl
- Jean-Marc Lange
- Pierre Lamalattie
- Ivan Loubennikov
- Mayo
- Alessandro Papetti
- Pénélope
- Jean-Marie Poumeyrol
- Christian Renonciat
- Ray Richardson
- José Seguiri
- Francine Van Hove
- Norbert Wagenbrett
- Zoltán Zsakó
- Gérard Puvis

## Distinctions
- Chevalier de l'ordre des Arts et des Lettres (1996)